# Boris Balinsky
Boris Ivan Balinsky (ou Boris Ivanovich Balinsky) (23 septembre 1905 – 1er septembre 1997) est un scientifique ukraino-sud-africain. Biologiste, embryologiste et entomologiste, il est considéré comme un pionnier de l'embryologie expérimentale, de la microscopie électronique et de la biologie du développement. Il a été professeur de l'Université de Kiev et de l'Université du Witwatersrand.

## Biographie

### Famille et éducation
Balinsky est né le 23 septembre 1905 à Kiev, en Ukraine sous l'Empire russe à l'époque de la révolution de 1905,. Son père, Ivan Balinsky, est historien, juriste et enseignant au Galen College. Sa mère, Elizaveta Radzymovska est enseignante de biologie et sa tante Valentyna Radzymovska est une scientifique en biologie qui a été impliquée dans les mouvements de renaissance de l'Ukraine. Ses parents aiment la littérature anglaise et parlent l'ukrainien, le russe et l'anglais à leur domicile. Aîné des deux enfants du couple, Boris Balinsky a évolué dans un milieu très érudit. Son intérêt pour la zoologie est rapidement apparu à l'occasion de vacances d'été chez son grand-père maternel, un prêtre orthodoxe russe qui vivait au village de Severinovka (à 80 km au sud-ouest de Kiev). Balinsky a été très influencé par l'ouvrage d'Akasov sur la collection des papillons qu'il reçoit en 1916 et par celui de Berge Small Atlas of Butterflies and Moths qu'il avait découvert chez son grand-pèreLa brève période d'indépendance de l'Ukraine en 1918 grâce aux troupes allemandes et l'assassinat de son grand-père durant la guerre civile russe joueront beaucoup dans ses choix durant la seconde guerre mondiale.

### Le têtard à 5 pattes
Dès 1923, il est un des étudiants d'Ivan Schmalhausen, à l'université St Vladimir (qui deviendra plus tard l'université de Kiev). En 1924, ce dernier lui demande de poursuivre les travaux de Dmitriy Filatov qui avait transplanté une vésicule otique sur un embryon de grenouille et de présenter ses travaux lors de séminaires. Une des premières conséquence de ces séminaires a été sa rencontre avec sa futur épouse, Katia Syngayevskaya, elle aussi étudiante. Balinsky modifie ce protocole et implante la vésicule otique sur le flanc de l'embryon ce qui donnera naissance à un membre ectopique démontrant ainsi que le mésoderme conservait des capacités de compétences,. Il devient par cette expérience un des premiers chercheurs à induire expérimentalement l'organogénèse chez les embryons d'amphibiens et « le tétard à cinq pattes devient sa mascotte ». Il termine ses études en 1926 mais ne reçoit pas de diplôme car cela fait «bourgeois».

### Carrière prometteuse
À partir de ce premier article, Balinsky gravit rapidement les échelons et passe assistant puis professeur à l'Université de Kiev,. Il devient directeur de l'Institut de Biologie et de Zoologie de Kiev dès l'âge de 28 ans en 1933,,. Il est devenu un expert reconnu dans la biologie du développement des poissons et des amphibiens. Les soviétiques réintroduisent l'obtention de diplômes et en 1935, Balinsky soumet l'ouvrage «Induction of the Limbs in Amphibia», ce qui lui permet d'obtenir son doctorat de sciences biologiques de l'académie ukrainienne des Sciences.
Vers le milieu des années 1930, il se tourne de plus en plus sur des recherches portant sur le développement du mésoderme. C'est à partir de ce moment là où en étudiant la biologie du développement, il étudie aussi différents poissons comme le poisson rouge, la dorade, le brochet et le gardon. Sa situation se détériore à partir de 1937 lorsqu'il est victime de la répression soviétique. Cette année-là, une des campagnes de purges staliniennes voit son épouse Katia arrêtée le 22 octobre 1937 et condamnée à 10 ans de Goulag,. Balinsky est démis de ses principaux postes et ne conserve que la direction de son laboratoire. Après deux années d'appels, son épouse est relâchée. Elle retrouve son poste à l'Institut de Biologie mais ces événements marquent durablement le chercheur,.

### Seconde guerre mondiale
En 1940, il reçoit le prix Kawaleswky et l'année suivante, il est nommé professeur de zoologie à l'école de médecine de Kiev. Il se trouve dans la station de Biologie marine de Karadag en Crimée lors du déclenchement de la guerre. Il songe un moment à rejoindre l'armée pour la défense de l'Union Soviétique mais il se ravise en repensant aux arrestations massives d'opposants et attend. Il rejoint Kharkov et y travaille dans les chemins de fer comme chef de la division de dératisation dont le profil de poste nécessite d'avoir eu une formation de biologie. Lorsque les Allemands s'emparent de Kharkov, il choisit, en septembre 1941 de revenir à Kiev malgré l'occupation allemande. Il commence à travailler pour l'Institut Fisherei, un institut de recherche sur les poissons établi par les Allemands, ce qui lui permet de vivre à Kiev,. Il commence à se rendre compte que les Allemands ne sont pas forcément des libérateurs. Sa femme meurt en mars 1943 puis avec le recul de l'armée allemande, il réalise qu'il peut être inquiété par les soviétiques. Il décide alors de partir pour Poznań avec sa mère et son fils Ivan. Pendant son séjour en Allemagne, il en profite pour visiter plusieurs laboratoires dont celui d'Otto Mangold à Fribourg. À Poznań, il dessinera beaucoup, illustrant les différentes étapes de développement des poissons qu'il a étudiés et en réalisant son ex-libris, le têtard à cinq pattes. Il perdra la majorité de ses illustration durant l'évacuation de Poznań. Après guerre, il s'installe à Munich et y rencontre, l'allemande Elisabeth Stengel qu'il épouse en 1947.
Balinsky rejoint ensuite l'Écosse en 1947 et travaille brièvement  dans le laboratoire de Conrad Hal Waddington sur l'embryologie murine et sur le développement des glandes mammaires des mammifères. C'est là qu'il commence l'écriture de son ouvrage le plus célèbre, le traité An Introduction to Embryology qui sera rapidement publié en sept éditions anglaises, deux japonaises, deux italiennes et une espagnole. Durant cette période écossaise, il aussi été brièvement tuteur de Mary F. Lyon, alors jeune étudiante.

### Afrique du Sud
Il part ensuite, en septembre 1949 en Afrique du Sud où il est recruté comme maître de conférence au département de Zoologie de l'Université du Witwatersrand. Il y est promu professeur en 1954. Il est un des fondateurs de la biologie expérimentale d'Afrique du Sud.
Il part aux États-Unis pour y découvrir de nouvelles techniques et y reste près de six de mois pour apprendre la technique de microscopie électronique. Il revient en Afrique du Sud persuadé de l'utilité de cette technique et met à profit l'appareil acquis par des physiciens de son université pour être le premier biologiste à utiliser la technique de microscopie électronique au développement précoce des embryons,.
Ses travaux de recherchesur la morphologie et le développement des structures dérivées de l'endoderme chez Xenopus laevis font désormais parties du tableau de Nieuwkoop and Faber sur le développement normal de ce modèle de référence en biologie. Balinsky est aussi un des fondateurs de la société savante Electron Microscopy Society of Southern Africa. Utilisant des conditions très controllées au laboratoire, Balinsky a pu déterminer les temperatures les plus basses et les plus hautes du développement normal de six espèces de grenouilles et de crapauds (Amietophrynus regularis, Phrynobatrachus natalensis, Pyxicephalus adspersus, Schismaderma carens, Tomopterna delalandii, Xenopus laevis). Il a ainsi pu remarquer qua dans des conditions de grands froids, le développement pouvait être anormal dans la nature. Ainsi, en maîtrisant drastiquemeent les conditions de développement des larves étudiées, Balinsky a énormément contriubé à l'écologie de la Biologie du développement.

### Entomologie
Bien que l'essentiel de l'activité de Balinsky resté centré sur l'embryologie, son arrivée en Afrique du Sud marque un autre tournant de sa carrière. Balinsky a développé un grand attrait pour les insectes depuis son enfance. Alors qu'il étudiait à Kiev, Balinsky prend conseil auprès de Theodosius Dobjansky qui lui suggère de travailler sur les cochenilles. Après avoir échoué à en trouver aux abords de l'Institut Polytechnique de Kiev où travaillait Dobjansky, Balinsky se focalisa sur les éphémères, influencé en cela par la lecture de l'ouvrage The Orthoptera and Pseudoneuroptera of the Russian Empire de Jacobson et Bianki. Pour des raisons pratiques, il se focalisa sur les Plécoptères plus faciles à trouver dans sa région. Après avoir publié deux articles sur l'entomologie lorsqu'il séjournait en Écosse, Sa carrière d'entomologiste se révèle vraiment ici. Dès 1950, il recueille son premier spécimen, une demoiselle à queue d'or (Allocnemis leucosticta) trouvée à Duiwelskloof. Sur ses 50 publications sud-africaines, 20 concernent l'entomologie. Il décrit de nombreuses espèces de Plecoptera, Odonata et de papillons de la famille des Pyralidae, principalement originaires du Caucase et d'Afrique du Sud.
Il devient directeur du département de Zoologie de son université et devient entre 1965 et 1967, il est le doyen de l'université. En 1965, lors du discours inaugural d'une conférence, il s'y exprime en afrikaans avec un fort accent à tel point que certains pensaient qu'il parlait russe. Il reste le directeur de son département reste jusqu'à son départ à la retraite en 1973,,.

### Une retraite très active
Il prépare sa retraite en cherchant une espèce sur laquelle il pourrait étudier l'hérédité et les variations génétiques et la trouve avec Acraea horta dont les chenilles ont l'avantage de pouvoir se nourrir de feuilles de l'arbre Kiggelaria Africana qu'il fait pousser dans son jardin. Il se fait construire un hangar pour élever les papillons et pouvoir étudier l'évolution des caractères phénotypiques des ailes sur 10 générations. Il tente même de provoquer des mutations par des irradiations aux rayons-X et de par l'utilisation des UV. Sa retraite, il se consacre donc surtout à l'entomologie et notamment la classification et la taxonomie des lépidoptères. Il a établi une collection de plus de 160 espèces et 4000 spécimens dont il a fait don au musée du Transvaal en 1984. Lorsque l'Ukraine a de nouveau recouvré son indépendance, Balinsky est venu à Kiev à deux reprises et y a présenté sa collection de papillons à l'Université Taras Shevchenko. En février 1995, il effectue un autre don, de 40 cartons, de sa collection de lépidoptères au musée Zoologique de l'académie ukrainienne des Sciences à l'institut de zoologie Schmalhausen de Kiev.
Il est mort à Johannesburg le 1er septembre 1997,. Balinsky a été inhumé au West Park Cemetery. Il a un fils, John B. Balinsky aussi un scientifique, qui a été directeur du département de zoologie de l'Université d'Iowa, mort d'un cancer en 1983, et une fille Helen David, née en 1949 et qui exerce comme médecin en Afrique du Sud,. Baoris Balinky a d'ailleurs nommé une espèce du nom de sa fille Pseudagrion helenae. Benjamin Kazan, Peter W. Hawkes, Tom Mulvey

### Autres centres d'intérêts
Boris Balinsky s'est aussi intéressé de manière très professionnelle à la musique, la peinture et à l'écriture. Balinsky a été un grand amateur d'opéra depuis son plus jeune âge.

### Distinctions
- 1940 - Prix Kowaleswky ( Union soviétique)[1],[2]
  - Il reçoit ce prix mais sans la médaille du fait de la guerre en cours[1].
- 1978 - Docteur DSc Honoris Causae de l'Université de Witwatersrand[10]

### Publications
Balinsky a publié 133 articles de recherche et est l'auteur de nombreux livres dont l'ouvrage de référence en embryologie An Introduction to Embryology. La première édition de cet ouvrage a été publiée en 1960,. Balinsky y a introduit également des travaux non publié de sa première épouse.

## Insectes décrits

### Plecoptères
- Pontoperla teberdinica Balinsky, 1950
- Pontoperla katherinae Balinsky
- Balinskycercella gudu Balinsky, 1956
- Balinskycercella tugelae Balinsky, 1956
- Balinskycercella fontium Balinsky, 1956

### Libellules
- Agriocnemis pinheyi Balinsky, 1963
- Agriocnemis ruberrima Balinsky, 1961
- Ceratogomphus triceraticus Balinsky, 1963
- Chlorolestes draconicus Balinsky, 1956
- Orthetrum robustum Balinsky, 1965
- Pseudagrion helenae Balinsky, 1964
- Pseudagrion inopinatum Balinsky, 1971
- Pseudagrion vumbaense Balinsky, 1963
- Urothemis luciana Balinsky, 1961

### Lépidoptères

#### Nouveaux genres
- Abachausia Balinsky, 1994
- Afromyelois Balinsky, 1991
- Afromylea Balinsky, 1994
- Afropsipyla Balinsky, 1994
- Ambetilia Balinsky, 1994
- Aspithroides Balinsky, 1994
- Azanicola Balinsky, 1991
- Bahiria Balinsky, 1994
- Cabotella Balinsky, 1994
- Candiopella Balinsky, 1994
- Cantheleamima Balinsky, 1994
- Ceuthelea Balinsky, 1994
- Cunibertoides Balinsky, 1991
- Flabellobasis Balinsky, 1991
- Hobohmia Balinsky, 1994
- Joannisia Balinsky, 1994
- Kivia Balinsky, 1994
- Leviantenna Balinsky, 1994
- Macrovalva Balinsky, 1994
- Magiriamorpha Balinsky, 1994
- Miliberta Balinsky, 1994
- Nakurubia Balinsky, 1994
- Namibicola Balinsky, 1991
- Namibiopsis Balinsky, 1994
- Nonphycita Balinsky, 1994
- Paralaodamia Balinsky, 1994
- Phycitophila Balinsky, 1994
- Proancylosis Balinsky, 1991
- Pseudogetulia Balinsky, 1994
- Pseudographis Balinsky, 1989
- Pylamorpha Balinsky, 1994
- Quasiexuperius Balinsky, 1994
- Ramosignathos Balinsky, 1994
- Shebania Balinsky, 1991

#### Nouvelles espèces
- Abachausia grisea Balinsky, 1994
- Acrobasis africanella Balinsky, 1994
- Afromyelois communis Balinsky, 1991
- Afromylea natalica Balinsky, 1994
- Afropsipyla pictella Balinsky, 1994
- Afropsipyla similis Balinsky, 1994
- Ambetilia crucifera Balinsky, 1994
- Ancylosis aeola Balinsky, 1987
- Ancylosis eugraphella Balinsky, 1987
- Ancylosis eurhoda Balinsky, 1989
- Ancylosis glaphyria Balinsky, 1987
- Ancylosis melanophlebia Balinsky, 1989
- Ancylosis mimeugraphella Balinsky, 1989
- Ancylosis montana Balinsky, 1989
- Ancylosis namibiella Balinsky, 1987
- Ancylosis obscurella Balinsky, 1989
- Ancylosis perfervid Balinsky, 1989
- Ancylosis similis Balinsky, 1987
- Apomyelois bicolorata Balinsky, 1991
- Arsissa transvaalica Balinsky, 1991
- Aspithroides minuta Balinsky, 1994
- Azanicola adspersa Balinsky, 1991
- Bahiria defecta Balinsky, 1994
- Bahiria durbanica Balinsky, 1994
- Bahiria flavicosta Balinsky, 1994
- Bahiria latevalvata Balinsky, 1994
- Bahiria macrognatha Balinsky, 1994
- Bahiria magna Balinsky, 1994
- Bahiria similis Balinsky, 1994
- Bahiria ximenianata Balinsky, 1994
- Cabotella inconspicua Balinsky, 1994
- Candiopella dukei Balinsky, 1994
- Cantheleamima excisa Balinsky, 1994
- Ceuthelea umtalensis Balinsky, 1994
- Cunibertoides nigripatagiata Balinsky, 1991
- Emporia melanobasis Balinsky, 1991
- Encryphodes ethiopella Balinsky, 1991
- Epicrocis abbreviata Balinsky, 1994
- Epicrocis ancylosiformis Balinsky, 1994
- Epicrocis arcana Balinsky, 1994
- Epicrocis brevipalpata Balinsky, 1994
- Epicrocis complicata Balinsky, 1994
- Epicrocis coriacelloides Balinsky, 1994
- Epicrocis crassa Balinsky, 1994
- Epicrocis flavicosta Balinsky, 1994
- Epicrocis furcilinea Balinsky, 1994
- Epicrocis gracilis Balinsky, 1994
- Epicrocis imitans Balinsky, 1994
- Epicrocis insolita Balinsky, 1994
- Epicrocis intermedia Balinsky, 1994
- Epicrocis noncapillata Balinsky, 1994
- Epicrocis ornata Balinsky, 1994
- Epicrocis ornatella Balinsky, 1994
- Epicrocis picta Balinsky, 1991
- Epicrocis plumbifasciata Balinsky, 1994
- Epicrocis punctata Balinsky, 1994
- Epicrocis sacculata Balinsky, 1994
- Epicrocis spiculata Balinsky, 1994
- Epicrocis vansoni Balinsky, 1994
- Eucarphia anomala Balinsky, 1994
- Eurhodope nyctosia Balinsky, 1991
- Euzophera crassignatha Balinsky, 1994
- Euzophera crinita Balinsky, 1994
- Euzophera cullinanensis (Balinsky, 1991)
- Euzophera minima Balinsky, 1994
- Euzophera termivelata Balinsky, 1994
- Euzopherodes capicola Balinsky, 1994
- Faveria dubia Balinsky, 1994
- Faveria fusca Balinsky, 1994
- Faveria ignicephalis Balinsky, 1994
- Faveria minima Balinsky, 1994
- Faveria minuscula Balinsky, 1994
- Faveria nonceracanthia Balinsky, 1994
- Faveria onigra Balinsky, 1994
- Faveria poliostrota Balinsky, 1994
- Flabellobasis montana Balinsky, 1991
- Gaana minima Balinsky, 1994
- Gaana quatra Balinsky, 1994
- Getulia maculosa Balinsky, 1994
- Hobohmia paradoxa Balinsky, 1994
- Homoeosoma masaiensis Balinsky, 1991
- Joannisia heterotypa Balinsky, 1994
- Joannisia jansei Balinsky, 1994
- Joannisia poliopasta Balinsky, 1994
- Joannisia semiales Balinsky, 1994
- Kivia longisacculata Balinsky, 1994
- Laodamia affinis Balinsky, 1994
- Laodamia glaucocephalis Balinsky, 1994
- Laodamia grisella Balinsky, 1994
- Laodamia homotypa Balinsky, 1994
- Laodamia hortensis Balinsky, 1994
- Laodamia inermis Balinsky, 1994
- Laodamia injucunda Balinsky, 1994
- Laodamia karkloofensis Balinsky, 1994
- Laodamia lugubris Balinsky, 1994
- Laodamia nigerrima Balinsky, 1994
- Laodamia nonplagella Balinsky, 1994
- Laodamia pulchra Balinsky, 1994
- Laodamia salisburyensis Balinsky, 1994
- Laodamia sarniensis Balinsky, 1994
- Laodamia similis Balinsky, 1994
- Laodamia spissa Balinsky, 1994
- Laodamia squamata Balinsky, 1994
- Laodamia zoetendalensis Balinsky, 1994
- Leviantenna ferox Balinsky, 1994
- Macrovalva quadrielevata Balinsky, 1994
- Magiriamorpha superpalpia Balinsky, 1994
- Miliberta gnathilata Balinsky, 1994
- Nakurubia sacculata Balinsky, 1994
- Namibicola simplex Balinsky, 1994
- Namibicola splendida Balinsky, 1991
- Namibiopsis punctata Balinsky, 1994
- Nonphycita lineata Balinsky, 1994
- Nyctegretis cullinanensis Balinsky, 1991
- Oncocera affinis Balinsky, 1994
- Oncocera cenochreella  Ragonot, 1888
- Oncocera dubia Balinsky, 1994
- Oncocera glaucocephalis Balinsky, 1994
- Oncocera grisella Balinsky, 1994
- Oncocera homotypa Balinsky, 1994
- Oncocera horrens Balinsky, 1994
- Oncocera hortensis Balinsky, 1994
- Oncocera ignicephalis Balinsky, 1994
- Oncocera inermis Balinsky, 1994
- Oncocera injucunda Balinsky, 1994
- Oncocera karkloofensis Balinsky, 1994
- Oncocera lugubris Balinsky, 1994
- Oncocera nigerrima Balinsky, 1994
- Oncocera nonplagella Balinsky, 1994
- Oncocera pulchra Balinsky, 1994
- Oncocera salisburyensis Balinsky, 1994
- Oncocera sarniensis Balinsky, 1994
- Oncocera similis Balinsky, 1994
- Oncocera spiculata Balinsky, 1994
- Oncocera spissa Balinsky, 1994
- Oncocera squamata Balinsky, 1994
- Oncocera zoetendalensis Balinsky, 1994
- Ortholepis polyodonta Balinsky, 1991
- Ortholepis pyrobasis Balinsky, 1991
- Ortholepis unguinata Balinsky, 1994
- Paralaodamia haploa Balinsky, 1994
- Paralaodamia angustata Balinsky, 1994
- Paralaodamia fraudulenta Balinsky, 1994
- Paralaodamia modesta Balinsky, 1994
- Paralaodamia pretoriensis Balinsky, 1994
- Paralaodamia serrata Balinsky, 1994
- Paralaodamia subligaculata Balinsky, 1994
- Paralaodamia transvaalica Balinsky, 1994
- Phycita attenuata Balinsky, 1994
- Phycita exaggerata Balinsky, 1994
- Phycita ligubris Balinsky, 1994
- Phycita randensis Balinsky, 1994
- Phycita singularis Balinsky, 1994
- Phycita spiculata Balinsky, 1994
- Phycita spissoterminata Balinsky, 1994
- Phycita suppenditata Balinsky, 1994
- Phycitophila obscurita Balinsky, 1994
- Phycitopsis insulata Balinsky, 1994
- Pretoria nigribasis Balinsky, 1994
- Proancylosis argenticostata Balinsky, 1991
- Pseudogetulia luminosa Balinsky, 1994
- Pseudographis dermatina Balinsky, 1989
- Pseudographis mesosema Balinsky, 1989
- Psorosa africana Balinsky, 1991
- Pylamorpha albida Balinsky, 1994
- Pylamorpha cristata Balinsky, 1994
- Quasiexuperius rhodesianus Balinsky, 1994
- Ramosignathos inconspicuella Balinsky, 1994
- Samaria inconspicuella Balinsky, 1994
- Sematoneura africana Balinsky, 1994
- Shebania grandis Balinsky, 1991
- Shebania maculata Balinsky, 1991
- Spatulipalpia monstrosa Balinsky, 1994
- Staudingeria mimeugraphella Balinsky, 1989
- Trachypteryx victoriola Balinsky, 1991
- Ulophora flavinia Balinsky, 1994